# Сепаратизм у Туреччині

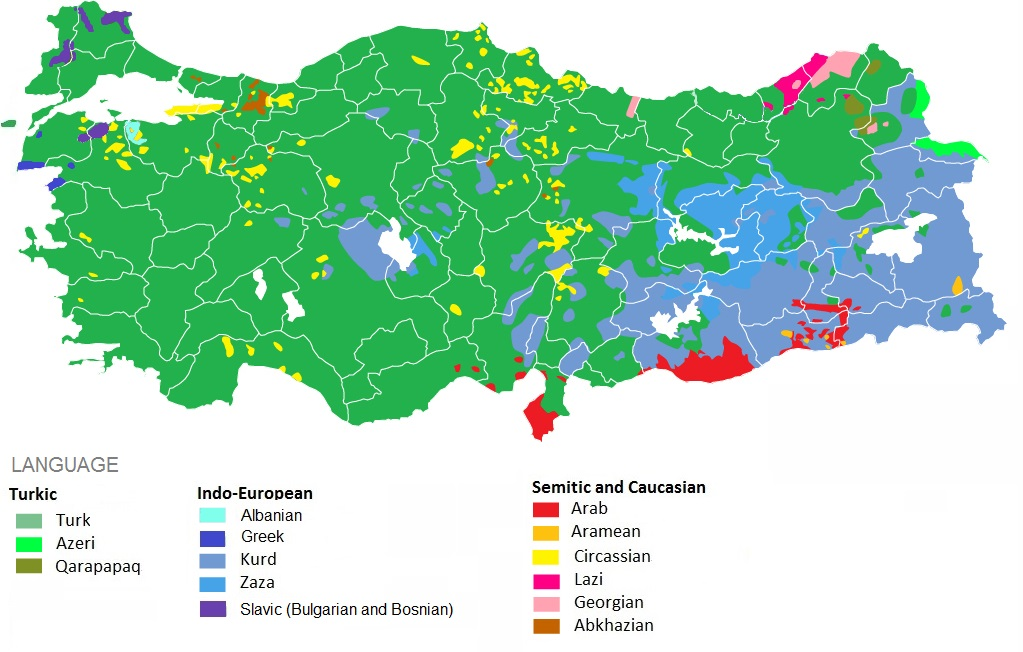
Етнічні групи Туреччини

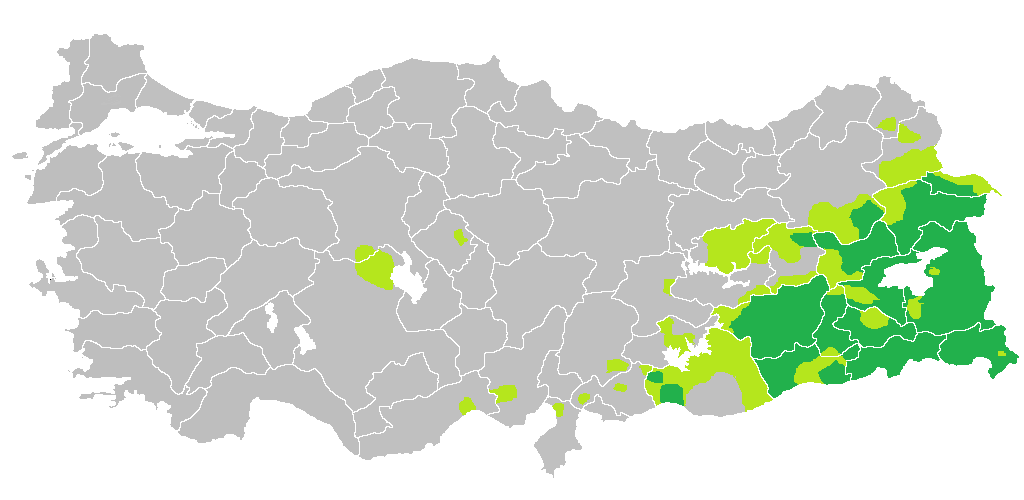
Мапа, що показує курдські території у Туреччині

Сепарати́зм у Туре́ччині — явище, викликане прагненням багатьох народів, що споконвічно проживають на території нинішньої Туреччини, до утворення незалежних національних держав.

## Курдський сепаратизм
На початок XXI століття курди залишаються найбільшим із народів без власної державності. Севрський мирний договір між Туреччиною і Антантою (1920) передбачав створення незалежного Курдистану. Однак цей договір так і не набрав чинності і був анульований після підписання Лозаннського договору (1923). У 1920-1930-ті роки курди кілька разів безуспішно повставали проти турецької влади.
У серпні 1984 року Робоча партія Курдистану (РПК) оголосила війну офіційній владі Туреччини, яка продовжується і сьогодні. До 1999 року РПК виступала з вимогою — проголошення єдиного та незалежного Курдистану, що об'єднує курдські території, які нині входять у державні кордони Туреччини, Ірану, Іраку і Сирії.
З 1999 року РПК висунула вимоги близькі і зрозумілі основній масі курдського населення, а саме: надання автономії, збереження національної самобутності, практичне зрівняння курдів в правах з турками, відкриття національних шкіл та введення теле - і радіомовлення курдською мовою.